# Yakymivka (huyện)
Huyện Yakymivka (tiếng Ukraina: Якимівський район, chuyển tự: Yakymivkas’kyi raion) là một huyện của tỉnh Zaporizhia thuộc Ukraina. Huyện Yakymivka có diện tích 1856 km², dân số theo điều tra dân số ngày 5 tháng 12 năm 2001 là 37963 người với mật độ 20 người/km2. Trung tâm huyện nằm ở Yakymivka.